# Evelyn Denison (1er vicomte Ossington)
Pour les articles homonymes, voir Denison.
John Evelyn Denison, dit Evelyn Denison, 1er vicomte Ossington, né le 27 janvier 1800 et mort le 7 mars 1873, est un homme d'État britannique, connu surtout pour sa présidence de la Chambre des communes de 1857 à 1872. 

## Biographie
Son père John Denison est issu d'une famille ayant fait fortune dans le commerce de tissus de laine, et a hérité du manoir du village d'Ossington, dans le Nottinghamshire ; il est député à la Chambre des communes, « sans étiquette et inactif », de 1796 à 1812. Evelyn Denison est l'aîné d'une large fratrie ; il a huit frères, dont William Denison qui devient gouverneur colonial en Australie, et Edward Denison qui est évêque de Salisbury et George Denison. Éduqué à Eton College, il étudie ensuite au collège Christ Church de l'université d'Oxford, où il « excelle ». À la mort de son père en mai 1820, il hérite du manoir familial et élève ses plus jeunes frères avec une « affection paternelle ».
Il commence une longue carrière parlementaire lorsqu'il se présente comme candidat tory à une élection législative partielle dans la circonscription de Newcastle-under-Lyme. Élu de justesse face à un candidat indépendant et après avoir mené de sa poche une campagne onéreuse, il siège assidument sur les bancs de la majorité parlementaire du Premier ministre Robert Jenkinson, comte de Liverpool, bien qu'il « prenne parfois partie pour l'opposition ». Il est élu sans opposition député de Hastings en décembre 1826, et soutient le gouvernement du Premier ministre tory George Canning. En juillet 1827 il épouse Lady Charlotte Cavendish-Bentinck, la fille de William Cavendish-Bentinck, 4e duc de Portland, le fils de l'ancien Premier ministre tory du même nom.
Lors d'un débat à la Chambre en mai 1828 il se prononce en faveur de l'émancipation des catholiques. Critique envers le gouvernement tory d'Arthur Wellesley, duc de Wellington, il s'aligne sur William Huskisson, chef de file de la faction libérale du parti. En 1829 il vote en faveur de la loi d'émancipation des catholiques. Il est également favorable à l'émancipation des juifs, et à une meilleure écoute des revendications des colons au Canada. Battu aux élections de 1830 où il fait valoir ses idées libérales, il est « ravi » de voir que la Révolution française de 1830 « revigore » les réformistes au Royaume-Uni. Il se présente comme réformiste modéré et partisan du libre-échange aux élections de 1831 et est élu député du Nottinghamshire. Au Parlement, où il siège désormais avec les whigs, il appelle à la mise en place d'une loi d'aide pour les pauvres en Irlande, et vote en faveur de la loi de réforme du Parlement de 1832. Le Parti whig devient le Parti libéral en 1859, et c'est sous cette étiquette qu'il siège durant le restant de sa carrière.

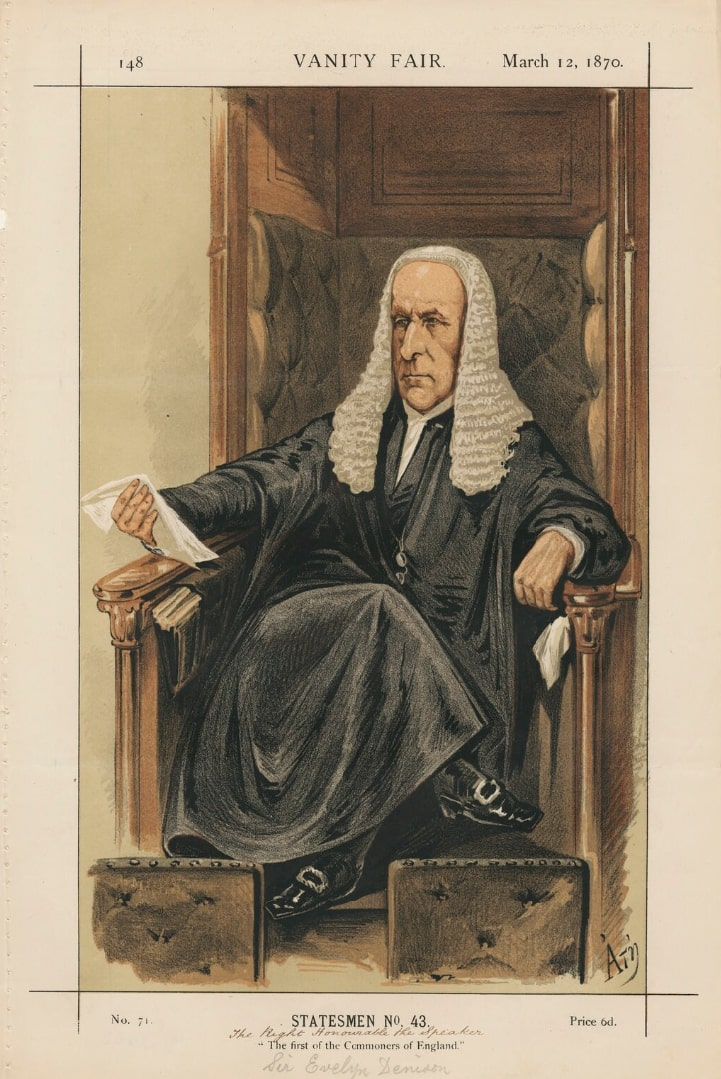
Evelyn Denison représenté dans le journal Vanity Fair en 1870.

Propriétaire foncier « progressiste » dans le Nottinghamshire et s'intéressant aux innovations technologiques en agriculture, il est le président de la Royal Agricultural Society de 1856 à 1857. Le 30 avril 1857 il devient président de la Chambre des communes, et est alors fait membre du Conseil privé en mai. Il est un président de la Chambre respecté et apprécié durant quinze ans. En 1861, une proposition de loi pour exempter les églises du paiement de taxes locales recueille 274 voix favorables et 274 voix défavorables à la Chambre. Le président ne pouvant voter qu'en cas d'égalité, Evelyn Denison doit départager les deux camps. Il vote contre la proposition, invoquant pour précédent le principe que la Chambre puisse se prononcer à nouveau ultérieurement. En 1867, la Chambre se divise à égalité en réponse à une motion visant à permettre aux personnes non-membres de l'Église d'Irlande (anglicane) de devenir fellows du Trinity College de Dublin. Evelyn Denison vote « non », expliquant qu'une motion de cette importance devrait être approuvée par une « majorité claire » à la Chambre, et non par une majorité créée uniquement par le vote du président. C'est ce principe qui est aujourd'hui appelé « règle du Speaker Denison » : le président, lorsqu'il est amené à voter, doit voter pour le statu quo et ne pas créer de majorité nouvelle par son vote,.
Lui-même profondément anglican, il initie un ouvrage explicatif de la Bible, intitulé The Speaker's Commentary et publié progressivement à partir de 1871. À sa démission de la présidence et de la Chambre des communes en février 1872, il est fait 1er vicomte Ossington et nommé ainsi à la Chambre des lords, comme le veut la tradition pour un président sortant des communes. Il meurt un an plus tard, sans enfants ; son titre de vicomte s'éteint ainsi à peine créé. Son manoir et ses terres à Ossington reviennent à son neveu William Evelyn Denison, brièvement député conservateur de Nottingham de 1874 à 1880,.